# أنتيغوا وباربودا في الألعاب الأولمبية الصيفية 2012
من المقرر ان تدخل أنتيغوا وباربودا للمنافسة في دورة ألعاب أولمبية صيفية 2012، لندن المملكة المتحدة، في الفترة من 27 يوليو - 12 أغسطس 2012. وستشارك ب 2 رياضي في 1 رياضة وهي سباق 100 متر رجال و200 متر رجال